# 常忠 (玛佳氏)
常忠（18世纪—1820年），清朝满洲镶黄旗人。姓玛佳氏。
乾隆三十六年（1771年）常忠从征金川。嘉庆元年（1796年）赴四川镇压白莲教起义。嘉庆十三年（1808年），授镶黄旗、正白旗两旗协领兼正蓝旗佐领。嘉庆二十一年（1816年），擢宁夏副都统。嘉庆二十三年（1818年），进京，因为年老耳聋，嘉庆帝给他副都统衔以协领用。嘉庆二十五年（1820年）常忠卒。